# Ubaldo, o paranoico
Ubaldo é uma tira do cartunista brasileiro Henfil, criada em 1975.

## A razão paranóica
Vivia o Brasil o fim do regime militar, com o chamado processo de Abertura Política promovida no governo do General Figueiredo.
Os partidos políticos haviam sido liberados, a censura à imprensa diminuía sensivelmente e os políticos pleiteavam eleições diretas para Presidente.
Novos rostos surgiam no cenário político, partidos de esquerda eram admitidos, todos olhavam para frente, esperançosos... todos, menos Ubaldo, o paranóico...
Num dos cartuns, Ubaldo levanta um cartaz, onde se lê, em letras grandes:
"PELA VOLTA
AOS QUARTÉIS!"
Seria uma frase de protesto contra os militares, não tivesse, em letras menores, escrito algo mais. Na verdade, o cartaz dizia:
"PELA VOLTA
DA MÃO
ESTENDIDA
EM
CONCILIAÇÃO
AOS QUARTÉIS!"
Ubaldo temia o retorno dos anos de chumbo, do regime de exceção, onde os direitos civis eram desrespeitados: temia, sobretudo, que a tal "Abertura" fosse apenas uma armadilha do regime.

## Traços ligeiros
Criado no traço característico do Henfil, Ubaldo tinha cabelos grandes e bigode - o estereótipo da juventude "engajada" daqueles períodos. Mas seu engajamento era motivado pelo eterno medo do recrudescimento do regime.
Com seus traços nervosos, entretanto, Henfil retratava uma parcela do pensamento da época, onde uma parte da intelectualidade via com receio o engajamento político: ao invés de comprometer-se com os novos partidos que surgiam, preferiam ter garantias de que aquele processo era verdadeiramente real.

## Ubaldo vota no PDS
Com o fim do bipartidarismo, novas siglas surgiram no cenário político brasileiro - junto a outras que remetiam ao período anterior à ditadura. O partido aliado aos militares era o PDS.
Numa das charges do Henfil, Ubaldo (ainda sem o nome) declara que "Se é pra salvar a honra da revolução... Se é pra preservar a unidade das Forças Armadas... Se é para garantir o processo de abertura... Tudo bem! Digam ao governo: EU voto no PDS!".